# Ли Цзычэн

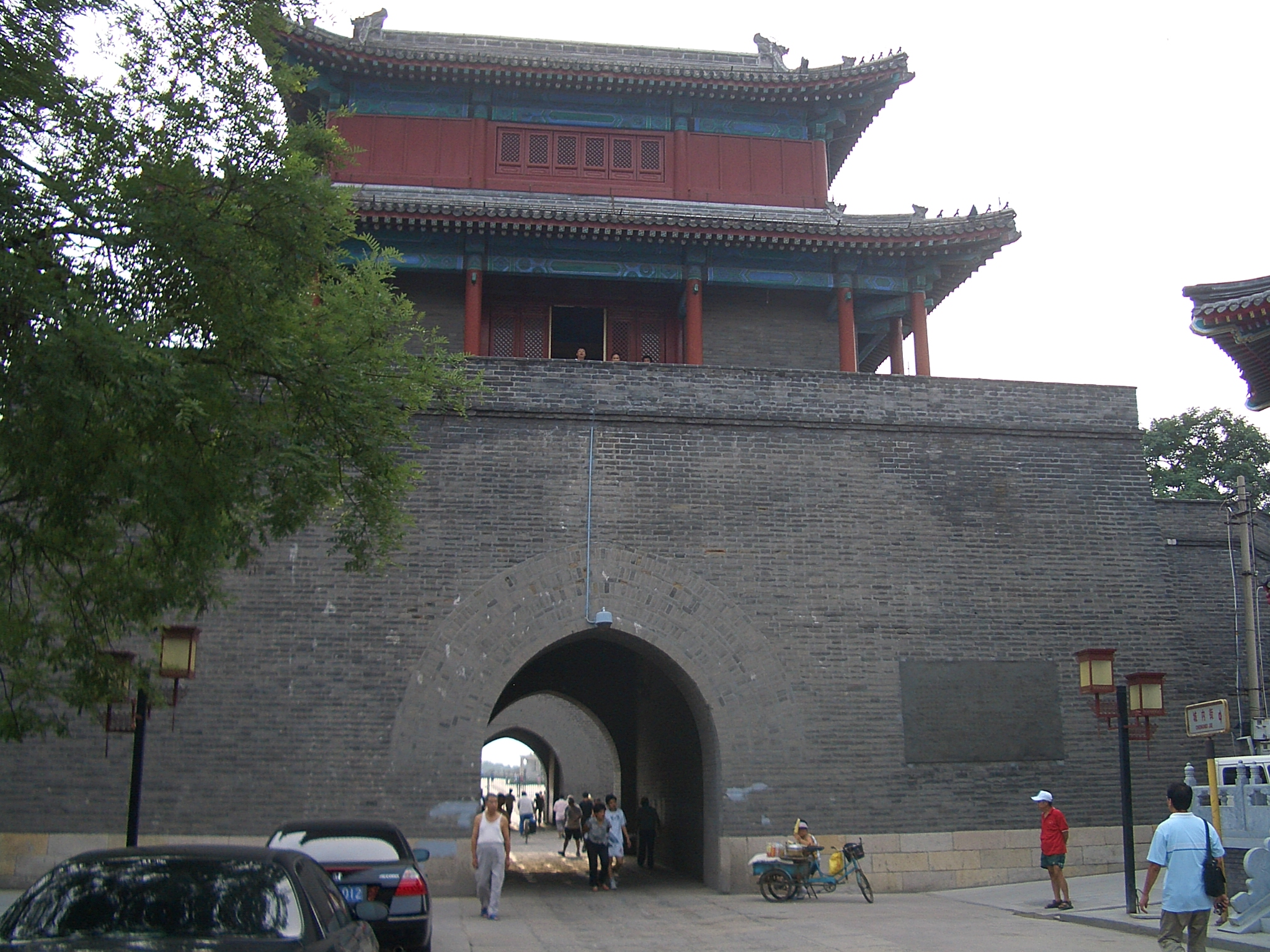
Крепость Ваньпин, возведённая для защиты Пекина от войск Ли Цзычэна

Ли Цзычэн (кит. упр. 李自成, пиньинь Lĭ Zìchéng; 22 сентября 1606 — 1645) — предводитель крестьянской войны в северном Китае, которая привела к свержению китайской династии Мин.

## Биография
Поводом для восстания послужил голод в провинции Шэньси. Будучи наиболее способным из крестьян-военачальников, Ли смог привлечь к движению (в 1639 г.) ряд крупных мандаринов и учёных. Он запрещал своим подчинённым грабежи и раздавал пищу беднейшим слоям населения. Агенты Ли разносили славу о его подвигах по всем уголкам Китая.

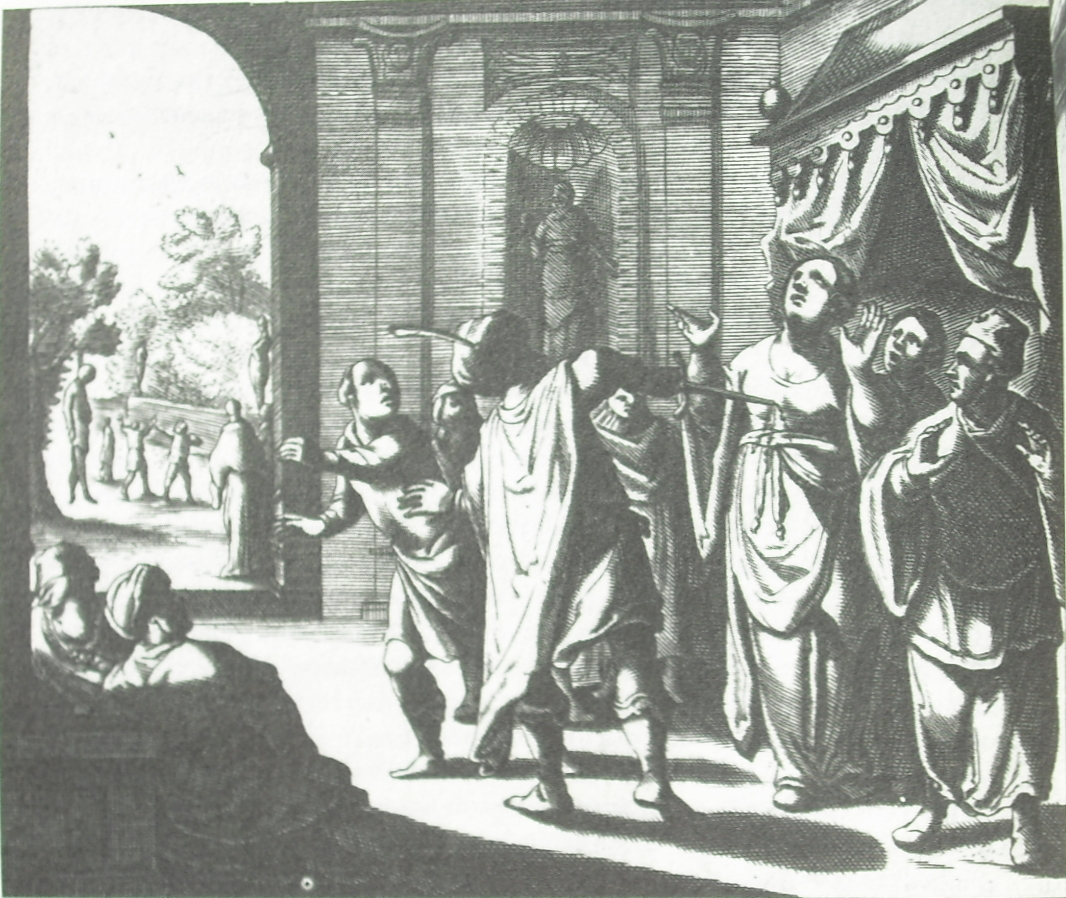
Император Чжу Юцзянь убивает свою дочь, чтобы она не досталась повстанцам Ли Цзычэна. Слева во дворе виднеется повешенным на дереве видимо он же. Рисунок европейского художника для «Рассказа о татарской войне» Мартино Мартини

В 1644 году Ли провозгласил себя первым императором империи Шунь, стал раздавать своим соратникам пышные титулы и приступил к чеканке собственной монеты. Он приблизился к Пекину, и столица была сдана евнухами практически без боя, а император Чунчжэнь (Чжу Юцзянь) повесился у подножия горы Цзиншань, к северу от императорского дворца.
Тем временем минский полководец У Саньгуй, заключив союз с маньчжурами, открыл им доступ в Китай. По одной из версий, изначально самопровозглашённый император и генерал имели партнёрские отношения, но затем Ли Цзычэн во время посещения дома У Саньгуя был пленён красотой его любимой наложницы, что и породило конфликт. Армия Ли Цзычэна была разбита в Шаньхайгуаньской битве. Под совместным натиском минских и цинских сил Ли вынужден был отступить на юг, где в провинции Хэбэй он погиб, по-видимому, в стычке с местными жителями.

## В литературе
- Ли Цзычэну посвятил одноимённую историческую драму китайский драматург А Ин (1948)